# Ніаз Діасамідзе
Ніаз Діасамідзе (груз. ნიაზ დიასამიძე; 13 липня 1973, Тбілісі) — грузинський музикант, співак, автор пісень, каліграф і актор, найбільш відомий як головний вокаліст і засновник 33a.
Ніаз народився в Тбілісі, столиці тодішньої радянської Грузії. У 1994 році заснував фолк- та поп-рок гурт 33а, назва гурту походить від адреси – вулиця Паліашвілі, 33а, де проживає Діасамідзе.
Він записав супровідне відео України під час російського вторгнення в Україну (2022).